# Jens Thomas (Politiker)
Jens Thomas (* 1976) ist ein deutscher Politiker (Die Linke) und seit 2024 Abgeordneter im Thüringer Landtag.

## Politik
Im Stadtrat von Jena amtiert er als Fraktionsvorsitzender seiner Partei. Er kandidierte 2024 erfolglos als Oberbürgermeister von Jena.
Bei der Landtagswahl in Thüringen 2024 erhielt er ein Direktmandat im Wahlkreis Jena I. Er ist Mitglied im Petitionsausschuss.